# James Gentle
Pour les articles homonymes, voir Gentle.
James Cuthbert Gentle, né le 21 juillet 1904 à Brookline (Massachusetts) et mort le 22 mai 1986 à Philadelphie (Pennsylvanie), fut un joueur et entraîneur de football, un hockeyeur sur gazon, un soldat, et un golfeur américain.

## Jeunesse
Né juste à côté de Boston, à Brookline, Gentle grandit dans sa ville natale et fait ses études d'abord au Brookline High School. En 1922, il part à l'University of Pennsylvania où il commence à jouer au football. Il y joue durant 3 ans à Penn et fait partie de l'équipe type de Division I en 1924 et 1925. Gentle obtient un diplôme en économie à l'université de Wharton School en 1926. Étudiant actif, Gentle est le président et membre du Mask and Wig (théâtre) et du Varsity Club (lutte).

## Football

### Joueur
Durant sa période à Penn, Gentle joue un match, en tant qu'amateur, avec les professionnels de Boston Wonder Workers en American Soccer League. Après cela, il signe chez les Philadelphia Field Club. En 1930, Gentle est appelé en équipe U.S. pour la coupe du monde 1930. Il joue à l'époque aussi bien en attaque qu'en défense et est également interprète officiel et de l'équipe américaine au mondial en Uruguay, pays de langue espagnole.

### Entraîneur
En 1935, Haverford College engage Gentle pour entraîner son équipe masculine de football. Après six saisons, Gentle inscrit à Haverford un record de 39 victoires, 26 matchs nuls et 3 défaites, ainsi que 2 titres en Mid-American Conference.
En 1986, Gentle est introduit au National Soccer Hall of Fame.

## Armée
Gentle rejoint l'armée de réserve en 1931. Quand les États-Unis entrent en guerre lors de la Seconde Guerre mondiale, Gentle sert dans le 36e régiment d'infanterie. Son unité est déployée au théâtre européen pendant les combats à Salerne, ainsi que dans les montagnes derrière Monte Cassino. Une autre bataille est livrée sur le Rapido en Italie. Finalement, il rejoint les forces du Général Patton qui franchissent la Rhénanie. À la fin de la guerre, Gentle, désormais commandant, est nommé officier de l'industrie et du commerce la zone d'occupation américaine en Allemagne. Il quitte l'armée en 1956 au rang de colonel.

## Autres sports
Gentle est également membre de l'équipe américaine de Hockey sur gazon qui remporte la médaille de bronze pendant les Jeux olympiques de 1932 à Los Angeles.
Beaucoup plus tard, Gentle montre un intérêt pour le golf et devient un membre de l'International Team of the American Senior Golf Association. Il décède en 1986 à Philadelphie.

## Assurances
En 1931, en plus d'avoir rejoint l'armée, Gentle commence à travailler dans les mutuelles d'assurance vie.